# Stefan Müller (Polizeipräsident)
Stefan Müller (* 1962 in Rheinbrohl am Mittelrhein) ist ein deutscher Polizist und aktueller Polizeipräsident des Polizeipräsidiums Frankfurt am Main. Vorher war er Polizeipräsident des Polizeipräsidiums Westhessen.

## Leben
Müller trat im Jahr 1981, nach dem Abitur, in die hessische Polizei ein. Seine Ausbildung zum Polizisten begann in der hessischen Polizeischule in Wiesbaden. Bis zu seinem Dienstantritt als Polizeipräsident vom Polizeipräsidium Westhessen im März 2015 versah Müller in verschiedenen Verwendungen bei der hessischen Polizei Dienst. Unter anderem war Müller beim Polizeipräsidium Frankfurt am Main im Bereich der Mordkommission und Organisierte Kriminalität von 1984–1994 tätig. Als Führungskraft im Hessischen Landeskriminalamt der Abteilung 3 war er am Fall der Entführung und Ermordung von Jakub Fiszman beteiligt und hatte großen Anteil an der Aufklärung und der Inhaftierung der Täter. Als Leiter der Abteilung 3 war er federführend an den Ermittlungen im Fall einer Schießerei in Rüsselsheim 2008 beteiligt, bei der 3 Menschen starben.
Nach weiteren Verwendungen im Bereich des Hessischen Landeskriminalamtes und des Polizeipräsidiums Frankfurt wurde Müller zum Stellvertreter des Inspekteurs der Hessischen Polizei beim Landespolizeipräsidium in Wiesbaden ernannt, wo Müller von 2011–2015 Dienst versah.
Am 12. März 2015 erhielt Stefan Müller von Innenminister Peter Beuth seine Ernennungsurkunde zum neuen Polizeipräsidenten des Präsidiums Westhessen in Wiesbaden. Die Amtseinführung folgte am 27. März 2015.
Er ist Nachfolger von Robert Schäfer, welcher das Amt des Präsidenten des Landesamtes für Verfassungsschutz antrat.
Stefan Müller ist für die Sicherheit von rund einer Million Bürgern auf 2500 Quadratkilometern zuständig und ist Vorgesetzter von etwa 2300 Bediensteten.
Müller ist verheiratet und hat 2 erwachsene Kinder. Als Jugendlicher war Müller erfolgreicher Turner und wurde 1982 und 1983 Deutscher Meister im gemischten Zehnkampf.